# Территориальный спор между Белизом и Гватемалой

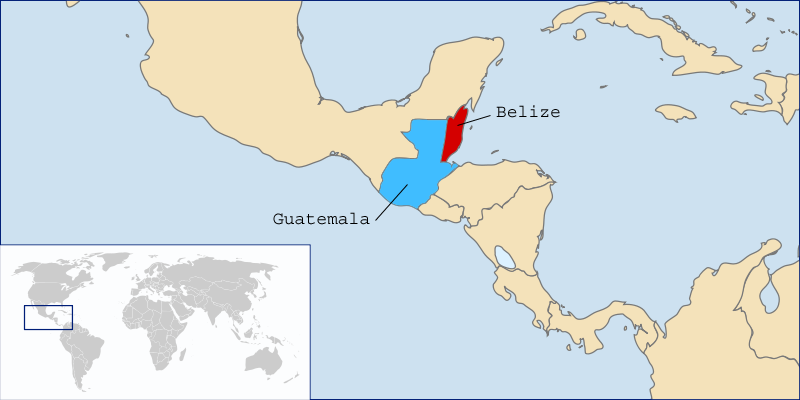
Белиз и Гватемала на карте

Один из самых протяжённых территориальных споров продолжается более 150 лет между Белизом и Гватемалой. Гватемала претендует на территорию от реки Сарстун до реки Сибун общей площадью 12800 км², что составляет половину территории Белиза.
Долгое время Белиз был предметом колониального соперничества между Испанией и Британией: до XVIII века на острове (Белиз - не остров) существовали английские поселения и действовали британские законы, однако Британия не заявляла о суверенитете над регионом. С сороковых годов XIX века Белиз неформально называли Британским Гондурасом. Лишь в 1862 году Британская империя официально объявила Британский Гондурас своей колонией, поставив во главе администрации назначаемого вице-губернатора вместо избираемого местными жителями суперинтенданта.
Гватемала получила независимость от Испанской империи в 1821 году и не признавала Британский Гондурас до английского договора 1859 года, по которому Белиз признавался британским владением, а взамен Великобритания обещала профинансировать строительство дороги, связывающей Гватемалу и города Белиза Пунта-Горда. Однако дорога так и не была построена, а 50 тысяч фунтов, которые Англия обещала выделить Гватемале на её постройку, не были переданы, что позволило Гватемале в 1940-х заявить о невыполнении британской стороной своих обязательств. Это привело к тому, что по конституции 1945 года Белиз стал считаться частью Гватемалы.
В свою очередь Белиз после получения независимости в 1981 году заявил, что не участвовал в подписании договора между Англией и Гондурасом, и потому не обязан исполнять его. В том же году правительство Белиза обратилось в Международный суд с требованием признания границ, фигурирующих в договоре 1859 года. Согласно конституции Гватемалы от 1945 года, Белиз является областью Гватемалы, но в 1946 году этот пункт был раскритикован на международном уровне. В том же году Англия призвала решить конфликт в Международном суде в соответствии с 36-й статьей устава ООН.
Министр иностранных дел Гватемалы Рафаэль Кастильо Вальдес и премьер-министр Белиза Джордж Прайс 11 марта 1981 года подписали договор по решению территориального конфликта, согласно которому Белиз признается независимым, но Гватемала получает определённые полномочия в регионе, в том числе право свободного передвижения в атлантических водах страны и право на строительство трубопроводов. До 1992 года в Белизе оставался британский вооружённый контингент, призванный предотвратить военное вмешательство.

Урегулированная территория
Спорная территория

Тем не менее, в обществе Гватемалы на неофициальном уровне продолжались заявления о праве Гватемалы на Белиз. В конце своего президентского срока Альваро Арсу в октябре 1999 года заявил, что Белиз должен отдать чуть менее половины своей территории к югу от реки Сибун.
В начале 2000 года обострились конфликты на границе. В феврале полицейский патруль застрелил гражданина Гватемалы в лесном заповеднике на территории Белиза. Вскоре после этого произошло вооруженное столкновение в округе Толедо. Для недопущения эскалации конфликта страны объявили о проведении переговоров при посредничестве Организации американских государств, и в марте 2000 года договорились создать приграничную нейтральную зону.
7 сентября 2005 года между странами был подписан договор о ведении переговоров и установлении мер по формированию обоюдного доверия. Согласно этому соглашению, правовым путём было закреплено положение о ведении диалога для разрешения территориального конфликта. Позднее был подписан специальный договор, цель которого — установить на международном уровне решение, которое покончило бы с территориальным вопросом. В нем говорится, что «Белиз и Гватемала согласились начать ряд переговоров под покровительством генерального секретаря Организации американских государств (ОАГ), нацеленных на вынесение окончательного и постоянного решения по территориальному делению между двумя государствами, как сухопутной, так и островной, и морской зон». Согласно специальному договору, после принятия решения по вопросу ни одна из сторон не в праве его оспаривать.
Политолог Гватемала Рензо Росаль полагает, что если референдум состоится, возможно, Гватемале удастся добиться расширения территории, примыкающей к Атлантическому океану, либо каких-то экономических преференций. Политический аналитик Гватемалы Фернандо Моралес, заявляет, что для Белиза переговоры не несут реальной выгоды, а возможность потерять значительную часть своих территорий очень пугает правительство Белиза.
6 октября 2013 года в обеих странах должен был пройти референдум по вопросу принадлежности спорных территорий. Планировалось, что населению стран будет задан вопрос о согласии передать полномочия по разрешению территориального спора в Международный суд, чье решение будет обязательным к исполнению. Однако Гватемала в одностороннем порядке отменила референдум, ссылаясь на принятые в Белизе поправки к закону о референдуме, по которому тот признается действительным только в случае участия более 60 % избирателей. По мнению стороны Гватемалы, это создаёт неравные условия в голосовании обеих стран, поскольку в Гватемале порога явки нет.
22 апреля 2016 года войска Гватемалы были выдвинуты к линии соприкосновения с Белизом. Причиной этого, по мнению стороны Гватемалы, стало нападение военнослужащих Белиза на гватемальскую семью, в результате которого погиб 13-летний подросток, а его отец и брат получили ранения.
В 2008 году соглашение между двумя странами предусматривает организацию референдумов для передачи спора в Международный Суд. Референдум в Гватемале проводится 15 апреля 2018 года, население массово одобряет использование МС. Референдум в Белизе, первоначально запланированный на 10 апреля 2019 года [5], затем перенесённый на 8 мая 2019 года, также одобрен избирателями, что открывает путь для посредничества в Международном суде. В соответствии с условиями соглашения 2008 года, у Белиза есть один месяц для передачи результатов референдума в МС, что он и делает 7 июня. Начиная с этой даты Гватемала имеет один год для подачи своих требований и своих аргументов, после чего Белиз выиграет от той же задержки с представлением его до вынесения Судом вердикта.